# Melksapkanaal
Een melksapkanaal is een structuur in de bladeren of stengels van sommige planten waarin melksap wordt aangemaakt en getransporteerd. De kanalen bestaan uit gespecialiseerde cellen die het sap uitscheiden. Het melksap dient vooral als bescherming tegen planteneters.
Melksapkanalen worden onderverdeeld in gelede melksapkanalen en ongelede melksapkanalen.
- Gelede melksapkanalen bestaan uit meerdere cellen die achter elkaar liggen en die door plasmodesmata met elkaar verbonden zijn. De kanalen groeien doordat parenchymcellen zich specialiseren tot melksapcellen en met het kanaal verbonden worden.

- Ongelede melksapkanalen bestaan uit enkele, zeer langgerekte cellen die meerdere kernen kunnen hebben. Het kanaal kan vanaf de wortels tot de bladeren van de plant lopen. De melksapkanalen dringen door in het meristeem waar de groei van de plant plaatsvindt. Bij de zijdeplant (Asclepias syriaca) en de oleander (Nerium oleander) bevatten de melksapkanalen pectinase die de celwanden van andere cellen zachter maakt zodat het kanaal kan groeien.

De celwand van de melksapkanalen bevat veel cellulose. Melksapkanalen lopen meestal door het parenchym, maar kunnen ook door het hout en het xyleem lopen. In sommige plantensoorten zijn de kanalen vertakt en kunnen ze uitgebreide netwerken vormen.
De melksapkanalen kunnen belangrijk zijn bij de determinatie van planten.